# The Presidents of the United States of America (альбом)
The Presidents of the United States of America — дебютный альбом американской пост-гранж группы The Presidents of the United States of America, выпущенный в США компанией PopLlama в 1995 году. Columbia Records заключила договор с группой вскоре после выхода альбома с целью дальнейшей дистрибуции.
Было выпущено 4 сингла: «Kitty», «Lump», «Peaches» и «Dune Buggy» — что помогло группе завоевать определённую популярность. Альбом получил положительные рецензии и на сегодняшний день имеет трижды платиновый статус в Америке. «Странный Эл» Янкович снял клип-пародию на «Lump» и назвал её «Gump».
В 2004 году альбом был переиздан на лейбле группы в формате CD+DVD.
Композиция «Lump» доступна в видеоигре Rock Band 2 («Ladybug», «Feather Pluck’n» и «Dune Buggy» — в качестве дополнительного контента).

## Список композиций
Все композиции написаны Крисом Белью, кроме отмеченных.
1. «Kitty» — 3:23
2. «Feather Pluckn» — 2:57
3. «Lump» — 2:14
4. «Stranger» — 3:04
5. «Boll Weevil» — 3:16
6. «Peaches» — 2:51
7. «Dune Buggy» — 2:44
8. «We Are Not Going to Make It» (Бен Райзер) — 1:52
9. «Kick Out the Jams» (MC5) — 1:25
10. «Body» — 4:11
11. «Back Porch» — 2:59
12. «Candy» — 3:16
13. «Naked and Famous» — 3:42

### Ten Year Super Bonus Special Anniversary Edition
Расширенная версия альбома содержит следующие бонусы:
1. «Confusion» — 2:44
2. «Candy Cigarette» — 2:02
3. «Wake Up» — 2:41
4. «Carolyn’s Booty» — 2:17
5. «Fuck California» — 3:05
6. «Puffy Little Shoes» — 3:35
7. «Kitty (Demo)» (Boston, 1992) — 1:26
8. «Lump (Demo)» (Ballard, WA, 1994) — 2:39
9. «Stranger (Demo)» (Seattle, 1992) — 2:50
10. «Boll Weevil (Demo)» (Boston, 1991) — 2:07
11. «Candy (Demo)» (Boston, 1989) — 3:51
12. «Naked and Famous (Boston Demo)» (Boston, 1989, by the band Egg) — 2:37
13. «Naked and Famous (New York Demo)» (New York, 1987) — 2:08

## Участники записи
Крис Бэлью — вокал, бас-гитара 

Дэйв Дедерер — гитара, бэк-вокал 

Джейсон Финн — ударные 

### Приглашённые музыканты
Ким Тейил — гитара в «Naked and Famous»

## Чарты
Альбом
| Чарт                 | Позиция |
| -------------------- | ------- |
| U.S. Billboard 200   | 6       |
| U.S. Top Heatseekers | 3       |

## Сертификации
| Страна | Сертификация  | Дата сертификата |
| ------ | ------------- | ---------------- |
| США    | 3× Платиновый | 23 января 1997   |
| Канада | 4× Платиновый | 16 сентября 1997 |